# Église Saint-Roch de Blésignac
Pour les articles homonymes, voir Église Saint-Roch.
L'église Saint-Roch est une église catholique du XIIe siècle située sur la commune de Blésignac, dans le département de la Gironde, en France.

## Localisation
L'église et le cimetière la ceignant se trouvent dans la partie nord-est du village, sur la route départementale D140.

## Historique
L'église Saint-Roch serait une ancienne église templière rattachée à la commanderie de Saint-Jean de Montarouch. Dans les anciens textes, elle est désignée sous le vocable de Saint-Vivien. Elle a suivi des cycles de remaniement. La nef, d’origine romane, a été dotée d’ouvertures supplémentaires et d’un collatéral nord voûté en étoile, puis d’une voûte à la fin du XIXe siècle. L’abside ronde en cul-de-four, du XVIe siècle, présente des colonnes engagées s’arrêtant avant le sommet.
Il ne reste aucune décoration romane.
Le bénitier, en pierre, réalisé dans une forme octogonale, date de 1622.
La pierre tombale d'un clerc du XVe siècle est encastrée dans le mur de l'église. La tête du défunt est entourée de chérubins, dont un recueille son âme, représentée par un petit homme nu. L’œuvre est de style de Renaissance.
Hors de l'église, se trouve également une croix de cimetière (une croix hosannière) inscrite au titre des monuments historiques.
L'église a été inscrite au titre des monuments historiques en totalité par arrêté du 5 avril 2001.